# Свети-Гргур
Свети-Гргур (хорв. Sveti Grgur «святой Григор»; итал. San Gregorio) — необитаемый остров в хорватской части Адриатического моря, расположенный у побережья Приморско-Горанской жупании. Находится между островами Раб и Крк. Самый северный вечнозелёный адриатический остров средиземноморского вида. Наибольшую известность получил как исправительный лагерь для противников режима СФРЮ и руководства Коммунистической партии Югославии.

## Общие сведения
Площадь острова составляет около 6,7 км², крайняя северная точка — скалистый мыс Косача, крайняя западная — низкий мыс Плитвац. В центре острова находится вершина Штандарац (226 м).
От ближайшей суши удалён на 7 км, ближайшем поселением является порт Лопар на острове Раб. В километре южнее находится остров Раб, в 3 км в юго-восточном направлении расположен остров Голи-Оток, а в 4 км к северо-востоку — остров Првич. Самый северный вечнозелёный адриатический остров средиземноморского вида.

## История
Остров ранее был обитаем, на побережье залива в северо-западной части сохранились остатки древних зданий и пристани. Ранее на острове добывали бокситы, остров сдавался в аренду как охотничье угодье для охоты на ланей. На средневековых картах фигурировал под названием «Arta». С древнейших времен жители острова Раб привозили сюда овец на выпас.
Наибольшую известность остров получил в связи с функционированием здесь в 1950-е годы исправительного лагеря для противников режима СФРЮ и руководства Коммунистической партии Югославии. Как и соседний лагерь на острове Голи-Оток, возник в ходе обострившегося в конце 1940-х годов советско-югославского противостояния после неприятия в 1948 году резолюции Информбюро со стороны КПЮ и последовавших репрессий в отношении тех югославских коммунистов, которые поддерживали политику Сталина и СССР.
Около 75 % приговорённых к заключению отбывали его в лагерях на островах Голи-оток и Свети-Гргур. Людей, репрессированных в этот период, стали называть «коминформовец», «информбираш», «ибеовец», «ИБ», а тех, кто находился в заключении на Голом острове, где добывали мрамор, называли «мермерашами» от сербского слова «мермер» (мрамор).
Первые заключённые построили на острове девять бараков, а первое заселение состоялось в 1951 году и состояло в основном из «матерых преступников» — «двухмоторников», то есть «информбюровцев», кому по приговору военного трибунала были назначены длительные сроки. Некоторое время на острове содержались и женщины. В 1952 году все политзаключённые были переведены в Углян, а лагерь продолжал использовался в качестве исправительного учреждения.
По словам словенского антрополога Божидара Езерника, ни одна из стран бывшей Югославии не считает себя правопреемницей мест заключения репрессированных времён Тито, а бурные события 1990-х годов затмили собой преступления югославского социализма «с человеческим лицом», которые с точки зрения националистического подхода стали трактоваться «всего лишь дальнейшими преступлениями усташей против сербов, „тщательно спланированным продолжением Ясеноваца“». Также при таком националистическом подходе подчёркивается, что главной целью хорвата Тито были прежде всего православные народы Югославии. Так, репрессированный писатель Драгослав Михайлович настаивал на том, что в этих преступлениях «исходно присутствовала закулисная антисербская составляющая».